# مگس‌گیر ساکت
مگس‌گیر ساکت (نام علمی: Sigelus silens) یک پرنده گنجشک‌سان کوچک از خانواده مگس‌گیران جهان قدیم است. این تنها گونه‌ای است که در سردهٔ Sigelus جای دارد و یک زادآور بومی در بوتسوانا، آفریقای جنوبی، لسوتو، موزامبیک و سوازیلند و یک سرگردان به نامیبیا است.
این گونه در جنگل‌های باز نیمه‌گرمسیری، ساوانای خشک، بوته‌زارها و باغ‌های پیرامون شهر یافت می‌شود.
مگس‌گیر ساکت بزرگتر از مگس‌گیر طوق‌سفید نر است که دارای یقه سفید و بدون پنجره بالی سفید است.